# Begraafwet
De Begraafwet werd in Nederland op 10 april 1869 in Staatsblad 65 gepubliceerd.
Deze wet schreef voor dat in elke gemeente een begraafplaats moest zijn, die minstens 50 meter buiten de kom der gemeente ligt. Veel begraafplaatsen voldeden hier niet aan, omdat deze als kerkhof rondom de plaatselijke kerk lagen.
Bovendien moest er volgens de Begraafwet in elke gemeente een algemene begraafplaats zijn.